# M. Ward
Matthew Stephen Ward, mer känd under sitt artistnamn M. Ward, född 4 oktober 1973 i Newbury Park, Ventura County, Kalifornien, är en amerikansk singer/songwriter och gitarrist. Han förknippas med musikscenen i Portland, Oregon.
Ward var tidigare med i bandet Rodriquez, som släppte albumet Swing Like A Metronome år 2000. Duet for Guitars #2 släpptes av Howe Gelb på dennes skivbolag, Ow Om. Wards album från 2001, End of Amnesia, släpptes av Future Farmer Records och hans efterföljande album släpptes på Merge Records. En kollektion av live-spelningar, Live Music & The Voices of Strangers, släppte han på egen hand och sålde på spelningar. Han har gästat på inspelningar av The Court & Spark, Bright Eyes, Jenny Lewis och My Morning Jacket. 
Han skapade 2008 gruppen She & Him tillsammans med skådespelerskan och sångerskan Zooey Deschanel och gjorde plattan Volume One. Uppföljaren, Volume Two, släpptes 2010. Sedan 2004 deltar M. Ward också i gruppen Monsters of Folk med medlemmar från Bright Eyes och My Morning Jacket. Dess första cd släpptes i september 2009.

## Diskografi

### Album
- End of Amnesia (2001)
- Live Music & The Voices of Strangers (2001)
- Transfiguration of Vincent (2003)
- Duet for Guitars #2 (2004)
- Transistor Radio (2005)
- Post War (2006)
- Hold Time (2009) med sången Shangri La
- A Wasteland Companion (2012)
- More Rain (2016)

### EP/Single
- Scene From #12 (I Ain't Sleeping) (2002)
- To Go Home [Merge] (2007)
- Primitive Girl (2012)